# Hydraena
Hydraena zijn een geslacht  van kevers uit de familie van de waterkruipers (Hydraenidae). Ruim 900 soorten zijn bij het geslacht ingedeeld.

## Taxonomie
O.a. de volgende soorten zijn bij het geslacht ingedeeld:
- Hydraena abbasigili Jäch, 1988
- Hydraena abdita Orchymont, 1948
- Hydraena abyssinica Régimbart, 1905
- Hydraena accurata Orchymont, 1948
- Hydraena achaica Jäch, 1995
- Hydraena acumena Perkins, 2011[3]
- Hydraena adelbertensis Perkins, 2011[3]
- Hydraena adrastea Orchymont, 1948
- Hydraena aethaliensis Breit, 1917
- Hydraena affirmata Perkins, 2007[4]
- Hydraena affusa Orchymont, 1936
- Hydraena africana Kuwert, 1888
- Hydraena akameku Perkins, 2011[3]
- Hydraena akbesiana Audisio, De Biase & Jäch, 1993[1]
- Hydraena albai Sáinz-Cantero, 1993
- Hydraena alberti Balfour-Browne, 1950
- Hydraena alcantarana Ienistea, 1985
- Hydraena algerina Kaddouri, 1992
- Hydraena alia Orchymont, 1934
- Hydraena aliciae Jäch and Díaz, 2005
- Hydraena allomorpha Lagar & Fresneda, 1990
- Hydraena alluaudi Régimbart, 1906
- Hydraena alpicola Pretner, 1931[1]
- Hydraena altamirensis Díaz Pazos & Garrido Gonzalez, 1993[1]
- Hydraena altapapua Perkins, 2011[3]
- Hydraena alternata Perkins, 1980[5]
- Hydraena alterra Perkins, 1980[5]
- Hydraena alticola Skale and Jäch, 2008
- Hydraena altiphila Perkins, 2011[6]
- Hydraena amazonica Perkins, 2011[6]
- Hydraena ambiflagellata Zwick, 1977
- Hydraena ambigua Ganglbauer 1901
- Hydraena ambiosina Perkins, 2007[4]
- Hydraena ambra Perkins, 2011[3]
- Hydraena ambripes Perkins, 2011[3]
- Hydraena ambroides Perkins, 2011[3]
- Hydraena americana Jäch, 1993
- Hydraena amidensis Jäch, 1988
- Hydraena ampla Perkins, 2011[6]
- Hydraena anaphora Perkins, 1980[5]
- Hydraena anatolica Janssens, 1963
- Hydraena anatolica Janssens, 1963[1]
- Hydraena ancylis Perkins, 1980[5]
- Hydraena ancyrae Jäch, 1992
- Hydraena andalusa Lagar & Fresneda, 1990
- Hydraena andreinii Orchymont, 1934
- Hydraena angulicollis Notman, 1921
- Hydraena angulosa Mulsant, 1844
- Hydraena angustata Sturm, 1836
- Hydraena anisonycha Perkins, 1980[5]
- Hydraena antaria Perkins, 2007[4]
- Hydraena antiatlantica Jäch, Aguilera, and Hernando, 1998
- Hydraena antiochena Jäch, 1988
- Hydraena apertista Perkins, 2011[3]
- Hydraena apexa Perkins, 2011[3]
- Hydraena appalachicola Perkins, 1980[5]
- Hydraena appetita Perkins, 2007[4]
- Hydraena aquila Perkins, 2011[3]
- Hydraena arabica Balfour-Browne, 1951
- Hydraena arachthi Ferro & Jäch, 2000
- Hydraena arcta Perkins, 2007[4]
- Hydraena arenicola Perkins, 1980[5]
- Hydraena argutipes Perkins, 1980[5]
- Hydraena ariana Janssens, 1962
- Hydraena arizonica Perkins, 1980[5]
- Hydraena armata Reitter, 1880
- Hydraena armeniaca Janssens, 1968
- Hydraena armipalpis Jäch and Díaz, 2000
- Hydraena armipes Rey, 1886
- Hydraena aroensis (Ferro, 1991) stat. nov. [1]
- Hydraena arunensis Skale and Jäch in Jäch and Skale, 2009
- Hydraena ascensa Perkins, 2007[4]
- Hydraena assimilis Rey 1885
- Hydraena athertonica Perkins, 2007[4]
- Hydraena atrata Desbrochers des Loges, 1891
- Hydraena atroscintilla Perkins, 2011[6]
- Hydraena attaleiae Ferro, 1984
- Hydraena audisioi Jäch, 1992
- Hydraena aulaarta Perkins, 2011[3]
- Hydraena aurita Jäch, 1988
- Hydraena australica Zwick, 1977
- Hydraena australula Perkins, 2007[4]
- Hydraena austrobesa Perkins, 2011[3]
- Hydraena avuncula Jäch, 1988
- Hydraena bacchusi Perkins, 2011[3]
- Hydraena bactriana Janssens, 1962
- Hydraena balearica Orchymont, 1930
- Hydraena balfourbrownei Bameul, 1986
- Hydraena balkei Perkins, 2011[3]
- Hydraena balli Orchymont, 1940
- Hydraena barbipes Zwick, 1977
- Hydraena barricula Perkins, 1980[5]
- Hydraena barrosi Orchymont, 1934
- Hydraena bedeli Barthélemy, 1992
- Hydraena belgica d’Orchymont, 1930[1]
- Hydraena beniensis Perkins, 2011[6]
- Hydraena benjaminus Jäch and Díaz, 2006
- Hydraena bensae Ganglbauer, 1901[1]
- Hydraena bergeri (Janssens, 1972)
- Hydraena berthelemyana Jäch, Díaz and Dia in Jäch, Dia and Díaz, 2006
- Hydraena berytus Jäch, 1986
- Hydraena beyarslani Jäch, 1988
- Hydraena bicarinova Perkins, 2011[3]
- Hydraena bicolorata Jäch, 1997
- Hydraena bicuspidata Ganglbauer 1901
- Hydraena bicuspidata Ganglbauer, 1901[1]
- Hydraena bidefensa Perkins, 2007[4]
- Hydraena bifunda Perkins, 2011[3]
- Hydraena bihamata Champion, 1920
- Hydraena biimpressa Perkins, 2007[4]
- Hydraena billi Zwick, 1977
- Hydraena bilobata Jäch and Díaz, 1998
- Hydraena bimagua Jäch, 1986
- Hydraena birendra Skale and Jäch in Jäch and Skale, 2009
- Hydraena bispinosa Pu, 1951
- Hydraena bisulcata Rey, 1884
- Hydraena bitruncata d’Orchymont, 1934[1]
- Hydraena bituberculata Perkins, 1980[5]
- Hydraena biundulata Perkins, 2011[3]
- Hydraena blackburni Zaitzev, 1908
- Hydraena bodemeyeri Jäch and Díaz, 2001
- Hydraena boetcheri Orchymont, 1932
- Hydraena bolivari Orchymont, 1936
- Hydraena boliviana Perkins, 2011[6]
- Hydraena bononiensis Binaghi, 1960
- Hydraena bononiensis Chiesa, 1959[1]
- Hydraena borbonica Fairmaire, 1898
- Hydraena bosnica Apfelbeck, 1909[1]
- Hydraena brachymera Orchymont, 1936
- Hydraena bractea Perkins, 1980[5]
- Hydraena bractoides Perkins, 1980[5]
- Hydraena brahmin Perkins, 2011[3]
- Hydraena breedlovei Perkins, 1980[5]
- Hydraena brevis Sharp 1882
- Hydraena britteni Joy, 1907
- Hydraena brittoni Zwick, 1977
- Hydraena bromleyae Jäch, 1986
- Hydraena browni Perkins, 1980[5]
- Hydraena bubulla Perkins, 2011[3]
- Hydraena bulgarica Breit, 1916
- Hydraena buloba Perkins, 2011[3]
- Hydraena buquintana Perkins, 2011[3]
- Hydraena buscintilla Perkins, 2011[6]
- Hydraena busuanga Freitag and Jäch, 2007
- Hydraena calcarifera Janssens, 1959
- Hydraena californica Perkins, 1980[5]
- Hydraena campbelli Perkins, 1980[5]
- Hydraena canakcioglui Janssens 1965
- Hydraena canticacollis Perkins, 1980[5]
- Hydraena capacis Perkins, 2007[4]
- Hydraena capetribensis Perkins, 2007[4]
- Hydraena cappadocica Jäch, 1988
- Hydraena capta Orchymont, 1936
- Hydraena carbonaria Kiesenwetter, 1849
- Hydraena carica Jäch, 1988
- Hydraena carinocisiva Perkins, 2011[3]
- Hydraena carinulata Rey, 1886
- Hydraena carmellita Perkins, 2011[3]
- Hydraena carniolica Pretner, 1970[1]
- Hydraena castanea Deane, 1937
- Hydraena castanescens Freitag and Jäch, 2007
- Hydraena cata d’Orchymont, 1936[1]
- Hydraena cata Orchymont, 1943
- Hydraena catalonica Fresneda, Aguilera & Hernando, 1994[1]
- Hydraena catherinae Bameul and Jäch, 2001
- Hydraena caucasica Kuwert, 1888[1]
- Hydraena cavifrons Perkins, 2011[3]
- Hydraena cephalleniaca Jäch, 1985
- Hydraena cervisophila Jäch, 1992
- Hydraena challeti Perkins, 2011[6]
- Hydraena cheesmanae Perkins, 2011[3]
- Hydraena chenae Pu 1951
- Hydraena chersonesica Jäch, Díaz and Przewozny, 2007
- Hydraena cherylbarrae Perkins, 2011[6]
- Hydraena chiapa Perkins, 1980[5]
- Hydraena chiesai Janssens 1965
- Hydraena chifengi Jäch and Díaz, 1999
- Hydraena chobauti Guillebeau 1896
- Hydraena christinae Audisio, De Biase & Jäch, 1996[1]
- Hydraena christoferi Jäch and Díaz, 2005
- Hydraena ciliciensis Jäch, 1988
- Hydraena circulata Perkins, 1980[5]
- Hydraena cirrata Champion, 1920
- Hydraena clarinis Perkins, 2011[3]
- Hydraena claudia Freitag and Jäch, 2007
- Hydraena clavigera Zwick, 1977
- Hydraena clemens Jäch and Díaz, 2006
- Hydraena clinodorsa Perkins, 2011[6]
- Hydraena clystera Perkins, 2011[6]
- Hydraena cochabamba Perkins, 2011[6]
- Hydraena colchica Janssens, 1963
- Hydraena colombiana Perkins, 1980[5]
- Hydraena colorata Perkins, 2011[3]
- Hydraena colymba Perkins, 1980[5]
- Hydraena compressipilis Jäch and Díaz, 1998
- Hydraena concepcionica Perkins, 2011[6]
- Hydraena concinna Orchymont, 1932
- Hydraena confluenta Perkins, 2011[3]
- Hydraena confusa Pu, 1951
- Hydraena connexa Orchymont, 1932
- Hydraena converga Perkins, 2007[4]
- Hydraena coomani Orchymont, 1932
- Hydraena cooperi Balfour-Browne, 1954
- Hydraena copulata Perkins, 2011[3]
- Hydraena cordata Schaufuss, 1883
- Hydraena cordiformis Jäch and Díaz, 2000
- Hydraena cordispina Perkins, 2011[6]
- Hydraena corinna Orchymont, 1936
- Hydraena cornelli Jäch and Díaz, 1998
- Hydraena corrugis Orchymont, 1934
- Hydraena coryleti Jäch, 1992
- Hydraena costiniceps Perkins, 1980[5]
- Hydraena crepidoptera Jäch, 1992[1]
- Hydraena cristatigena Jäch and Díaz, 2000
- Hydraena croatica Kuwert, 1888
- Hydraena cryptostoma Jäch, 1992
- Hydraena crystallina Perkins, 1980[5]
- Hydraena cubista Perkins, 2007[4]
- Hydraena cultrata Perkins, 2007[4]
- Hydraena cunicula Perkins, 2011[3]
- Hydraena cunninghamensis Perkins, 2007[4]
- Hydraena curta Kiesenwetter, 1849
- Hydraena curtipalpis Jäch and Díaz, 1998
- Hydraena curvosa Perkins, 2011[6]
- Hydraena cuspidicollis Perkins, 1980[5]
- Hydraena cyclops Jäch and Díaz, 2000
- Hydraena cygnus Zwick, 1977
- Hydraena czernohorskyi J. Müller, 1911[1]
- Hydraena d-concava Perkins, 2011[6]
- Hydraena dalmatina Ganglbauer, 1901[1]
- Hydraena damascena Pic, 1910
- Hydraena dariensis Perkins, 2011[6]
- Hydraena darwini Perkins, 2007[4]
- Hydraena d-destina Perkins, 1980[5]
- Hydraena debeckeri (Janssens, 1972)
- Hydraena decepta Perkins, 2011[3]
- Hydraena decipiens Zwick, 1977
- Hydraena decolor Sainte-Claire Deville, 1903
- Hydraena decui Spangler, 1980
- Hydraena delia Balfour-Browne, 1978
- Hydraena deliquesca Perkins, 2007[4]
- Hydraena delvasi Delgado and Collantes, 1996
- Hydraena densa Fauvel, 1883
- Hydraena dentipalpis Reitter, 1888
- Hydraena dentipes Germar, 1824[1]
- Hydraena dentipes Germar, 1842
- Hydraena devillei Ganglbauer, 1901[1]
- Hydraena devincta d’Orchymont, 1940[1]
- Hydraena diadema Perkins, 2011[3]
- Hydraena diazi Trizzino, Jäch & Ribera, 2011[1]
- Hydraena diffusa Perkins, 2011[6]
- Hydraena dilutipes Fairmaire, 1898
- Hydraena dimorpha Orchymont, 1922
- Hydraena dinosaurophila Jäch, 1994
- Hydraena discicollis Fairmaire, 1898
- Hydraena discreta Ganglbauer, 1904[1]
- Hydraena disparamera Perkins, 2007[4]
- Hydraena dochula Skale and Jäch in Jäch and Skale, 2009
- Hydraena dolichogaster Janssens, 1965
- Hydraena dorrigoensis Perkins, 2007[4]
- Hydraena draconisaurati Jäch and Díaz, 2005
- Hydraena dudgeoni Perkins, 2011[3]
- Hydraena duohamata Perkins, 2011[6]
- Hydraena ebriimadli Jäch, 1988
- Hydraena ecuadormica Perkins, 2011[6]
- Hydraena egoni Jäch, 1986
- Hydraena eichleri Orchymont 1937
- Hydraena einsteini Perkins, 2011[3]
- Hydraena elisabethae Jäch, 1992[1]
- Hydraena eliya Jäch, 1982
- Hydraena emarginata Rey, 1885[1]
- Hydraena emineae Jäch and Kasapoglu, 2006
- Hydraena epeirosi Ferro, 1985[1]
- Hydraena errina Orchymont, 1948
- Hydraena erythraea Régimbart, 1905
- Hydraena eryx Orchymont, 1948
- Hydraena essentia Perkins, 2011[3]
- Hydraena eucnemis Janssens, 1970
- Hydraena evanescens Rey, 1884[1]
- Hydraena evansi Balfour-Browne, 1945
- Hydraena exarata Kiesenwetter, 1866
- Hydraena exasperata d’Orchymont, 1935[1]
- Hydraena excisa Kiesenwetter, 1849[1]
- Hydraena exhalista Perkins, 2011[3]
- Hydraena exilipes Perkins, 1980[5]
- Hydraena expedita Skale and Jäch in Jäch and Skale, 2009
- Hydraena explanata Pic 1905
- Hydraena extorris Zwick, 1977
- Hydraena falcata Jäch, 1992
- Hydraena fasciata Perkins, 2011[3]
- Hydraena fascinata <Perkins, 2011[3]
- Hydraena fasciola Perkins, 2011[6]
- Hydraena fasciolata Perkins, 2011[3]
- Hydraena fasciopaca Perkins, 2011[3]
- Hydraena fenestella Perkins, 2011[3]
- Hydraena ferethula Perkins, 2007[4]
- Hydraena feuerborni Orchymont, 1932
- Hydraena fijiensis Balfour-Browne, 1945
- Hydraena filum Sahlberg, 1908
- Hydraena finita Orchymont, 1943
- Hydraena finki Skale and Jäch in Jäch and Skale, 2009
- Hydraena finniganensis Perkins, 2007[4]
- Hydraena fiorii Porta, 1899
- Hydraena fischeri Schönmann, 1991
- Hydraena flagella Perkins, 2011[6]
- Hydraena fluvicola (Perkins, 1980)[5]
- Hydraena foliobba Perkins, 2011[3]
- Hydraena fontana Orchymont, 1932
- Hydraena fontiscarsavii (Jäch, 1988)[1]
- Hydraena formosopala Perkins, 2011[3]
- Hydraena formula Orchymont, 1932
- Hydraena forticollis Perkins, 2007[4]
- Hydraena fosterorum Trizzino, Jäch & Ribera, 2011[1]
- Hydraena freitagi Skale and Jäch in Jäch and Skale, 2009
- Hydraena frenzeli Skale and Jäch, 2008
- Hydraena fritzi Jäch, 1992
- Hydraena frondsicola (Perkins, 1980)[5]
- Hydraena funda Perkins, 2011[3]
- Hydraena fundacta Perkins, 2011[3]
- Hydraena fundaequalis Perkins, 2007[4]
- Hydraena fundapta Perkins, 2011[3]
- Hydraena fundarca Perkins, 2011[3]
- Hydraena fundata Perkins, 2007[4]
- Hydraena fundextra Perkins, 2011[3]
- Hydraena furthi Jäch, 1982
- Hydraena gaditana Lagar & Fresneda, 1990[1]
- Hydraena galatica Janssens, 1970
- Hydraena galea Perkins, 2011[3]
- Hydraena gattolliati
- Hydraena gavarrensis Jäch, Díaz and Martinoy, 2005
- Hydraena geminya Perkins, 1980[5]
- Hydraena georgiadesi Orchymont, 1931
- Hydraena geraldneuhauseri Jäch and Díaz, 2006
- Hydraena germaini Orchymont, 1923
- Hydraena glassmani Jäch, 1986
- Hydraena gnatella Orchymont, 1945
- Hydraena gnatelloides Orchymont, 1945
- Hydraena gracilidelphis Trizzino, Valladares, Garrido & Audisio, 2012[1]
- Hydraena gracilis Germar, 1824[1]
- Hydraena graciloides (Jäch, 1988)[1]
- Hydraena grandis Reitter, 1885
- Hydraena graphica Orchymont, 1931
- Hydraena grata Orchymont, 1944
- Hydraena gregalis Orchymont, 1944
- Hydraena gressa Orchymont, 1944
- Hydraena griphus Orchymont, 1944
- Hydraena grouvellei Orchymont, 1923
- Hydraena grueberi Skale and Jäch in Jäch and Skale, 2009
- Hydraena guadelupensis Orchymont, 1923
- Hydraena guangxiensis Jäch and Díaz, 2005
- Hydraena guatemala Perkins, 1980[5]
- Hydraena guentheri Jäch, 1992
- Hydraena guilin Jäch and Díaz, 2005
- Hydraena gynaephila Jäch, 1997[1]
- Hydraena hainzi Jäch, 1988
- Hydraena haitensis Perkins, 1980[5]
- Hydraena hamifera Zwick, 1977
- Hydraena hansreuteri Jäch and Díaz, 2005
- Hydraena helena Orchymont, 1929
- Hydraena hernandoi Fresneda & Lagar, 1990
- Hydraena herzogestella Perkins, 2011[3]
- Hydraena heterogyna Bedel [1]
- Hydraena hiekei Jäch, 1992
- Hydraena hillaryi Skale and Jäch in Jäch and Skale, 2009
- Hydraena hintoni Perkins, 2011[6]
- Hydraena hispanica Ganglbauer, 1901[1]
- Hydraena holdhausi Pretner, 1929
- Hydraena hornabrooki Perkins, 2011[3]
- Hydraena hortensis Jäch & Díaz, 2000
- Hydraena hosiwergi Freitag and Jäch, 2007
- Hydraena hosseinieorum Bilton & Jäch, 1998[1]
- Hydraena huangshanensis Jäch and Díaz, 2005
- Hydraena huitongensis Jäch and Díaz, 2005
- Hydraena hunanensis Pu, 1951
- Hydraena hungarica Rey, 1884[1]
- Hydraena huonica Perkins, 2011[3]
- Hydraena hyalina Perkins, 1980[5]
- Hydraena hynesi Zwick, 1977
- Hydraena hypipamee Perkins, 2007[4]
- Hydraena ibalimi Perkins, 2011[3]
- Hydraena iberica d’Orchymont, 1936[1]
- Hydraena idema Perkins, 2011[3]
- Hydraena iheya Jäch and Díaz, 1999
- Hydraena ilamensis Skale and Jäch in Jäch and Skale, 2009
- Hydraena ilica Jäch, 1994
- Hydraena imbria Jäch & Díaz, 2001
- Hydraena impala Perkins, 2011[3]
- Hydraena imperatrix Kniz, 1919
- Hydraena impercepta Zwick, 1977
- Hydraena impressicollis Fairmaire, 1898
- Hydraena inancala Perkins, 2007[4]
- Hydraena inapicipalpis Pic, 1918
- Hydraena incisiva Perkins, 2011[3]
- Hydraena incista Perkins, 2011[3]
- Hydraena incurva Orchymont, 1932
- Hydraena indiana Jäch, 1994
- Hydraena indica Orchymont, 1920
- Hydraena infoveola Perkins, 2011[3]
- Hydraena ingens (Perkins, 1980)[5]
- Hydraena inhalista Perkins, 2011[3]
- Hydraena innuda Perkins, 2007[4]
- Hydraena inopinata Jäch and Díaz, 1998
- Hydraena inplacopaca Perkins, 2011[3]
- Hydraena insandalia Perkins, 2011[3]
- Hydraena insita Orchymont, 1932
- Hydraena insolita Orchymont, 1932
- Hydraena insularis Orchymont, 1945
- Hydraena integra Pretner, 1931[1]
- Hydraena intensa Perkins, 2011[3]
- Hydraena intermedia Rosenhauer, 1847
- Hydraena intraangulata Perkins, 2007[4]
- Hydraena inusta Orchymont, 1932
- Hydraena invicta Perkins, 2007[4]
- Hydraena iriomotensis Jäch and Díaz, 1999
- Hydraena isabelae Castro & Herrera, 2001
- Hydraena isolinae Jäch and Díaz, 1998
- Hydraena ispirensis Kasapoglu, Jäch and Skale, 2010
- Hydraena iterata Orchymont, 1948
- Hydraena jacobsoni Orchymont, 1932
- Hydraena jaechiana (Audisio & De Biase, 1990) [1]
- Hydraena jaegeri Skale and Jäch in Jäch and Skale, 2009
- Hydraena jailensis Breit, 1917
- Hydraena janczyki Jäch, 1992
- Hydraena janeceki Jäch, 1987
- Hydraena janssensi Nilsson, 2001
- Hydraena jengi Jäch and Díaz, 1998
- Hydraena jilanzhui Jäch and Díaz, 2005
- Hydraena jivaro Perkins, 1980[5]
- Hydraena johncoltranei Perkins, 2011[3]
- Hydraena jubilata Perkins, 2011[3]
- Hydraena kakadu Perkins, 2007[4]
- Hydraena karinkukolae Jäch, 1989
- Hydraena karmai Skale and Jäch in Jäch and Skale, 2009
- Hydraena kasyi Jäch, 1992
- Hydraena kaufmanni Ganglbauer 1901
- Hydraena kellymilleri Perkins, 2011[6]
- Hydraena khnzoriani Janssens, 1968[1]
- Hydraena kilimandjarensis Régimbart, 1906
- Hydraena knischi Orchymont, 1928
- Hydraena kocheri Berthélemy, 1992
- Hydraena kodadai Freitag and Jäch, 2007
- Hydraena koje Perkins, 2011[3]
- Hydraena koma Perkins, 2011[3]
- Hydraena krasnodarensis Jäch & Díaz, 2006[1]
- Hydraena kroumiriana Kaddouri, 1992
- Hydraena kucinici
- Hydraena kuehnelti Jäch, 1989
- Hydraena kurdistanica Jäch, 1988
- Hydraena kwangsiensis Pu, 1951
- Hydraena labropaca Perkins, 2011[3]
- Hydraena lapidicola Kiesenwetter, 1849[1]
- Hydraena lapissectilis Jäch, 1992
- Hydraena larissae Jäch & Díaz, 2000[1]
- Hydraena larsoni Perkins, 2007[4]
- Hydraena lassulipes Perkins, 2011[3]
- Hydraena latebricola Jäch, 1986
- Hydraena latisoror Perkins, 2007[4]
- Hydraena lazica Janssens, 1963[1]
- Hydraena leechi Perkins, 1980[5]
- Hydraena leei Jäch and Díaz, 1998
- Hydraena legorskyi
- Hydraena lehmanni Jäch and Díaz, 2005
- Hydraena leonhardi Breit, 1916[1]
- Hydraena leprieuri Sainte-Claire Deville, 1905
- Hydraena levantina Sahlberg, 1908
- Hydraena ligulipes Jäch, 1988
- Hydraena lilianae Perkins, 2011[6]
- Hydraena limbobesa Perkins, 2011[3]
- Hydraena limpidicollis Perkins, 1980[5]
- Hydraena liriope Orchymont, 1943
- Hydraena longicollis Sharp 1882
- Hydraena loripes Perkins, 2011[6]
- Hydraena lucasi Lagar, 1984
- Hydraena lucernae Zwick, 1977
- Hydraena ludovicae Orchymont, 1931
- Hydraena luminicollis Perkins, 2007[4]
- Hydraena luridipennis MacLeay, 1873
- Hydraena lusitana Berthélemy, 1977[1]
- Hydraena lycia Jäch, 1988
- Hydraena macedonica Orchymont, 1931
- Hydraena maculicollis Champion, 1920
- Hydraena maculopala Perkins, 2011[3]
- Hydraena madronensis Castro, Garcia & Ferreras, 2000[1]
- Hydraena magna Pu, 1951
- Hydraena magnessa Jäch, 1997[1]
- Hydraena magnetica Zwick, 1977
- Hydraena mahensis Scott, 1913
- Hydraena malickyi Jäch, 1989
- Hydraena malkini Perkins, 1980[5]
- Hydraena manabica Perkins, 2011[6]
- Hydraena manaslu Skale and Jäch in Jäch and Skale, 2009
- Hydraena manfredjaechi Delgado & Soler, 1991[1]
- Hydraena manguao Freitag and Jäch, 2007
- Hydraena manulea Perkins, 2011[3]
- Hydraena manuloides Perkins, 2011[3]
- Hydraena marawaka Perkins, 2011[3]
- Hydraena marcosae Aguilera, Hernando & Ribera, 1997
- Hydraena marginicollis Kiesenwetter, 1849
- Hydraena mariannae Jäch, 1992
- Hydraena marinae Castro, 2003
- Hydraena martensi Skale and Jäch in Jäch and Skale, 2009
- Hydraena martinschoepfi Jäch and Díaz, 2005
- Hydraena masatakai Jäch and Díaz, 2003
- Hydraena maureenae Perkins, 1980[5]
- Hydraena mauriciogarciai Perkins, 2011[6]
- Hydraena mazamitla Perkins, 1980[5]
- Hydraena mecai Millán & Aguilera, 2000
- Hydraena melas Dalla Torre 1877
- Hydraena mercuriala Perkins, 2011[3]
- Hydraena meschniggi Pretner, 1929
- Hydraena metzeni Perkins, 2007[4]
- Hydraena mexicana Perkins, 1980[5]
- Hydraena mianminica Perkins, 2011[3]
- Hydraena mignymixys Perkins, 1980[5]
- Hydraena millerorum Perkins, 2007[4]
- Hydraena miniretia Perkins, 2007[4]
- Hydraena mintrita Perkins, 2011[6]
- Hydraena mitchellensis Perkins, 2007[4]
- Hydraena miyatakei Satô, 1959
- Hydraena modili Jäch, 1988
- Hydraena monikae Jäch and Díaz, 2000
- Hydraena monscassius Jäch, 1988
- Hydraena monstruosipes Ferro, 1986[1]
- Hydraena monteithi Perkins, 2007[4]
- Hydraena morio Kiesenwetter, 1849
- Hydraena mouzaiensis Sainte-Claire Deville, 1909
- Hydraena muelleri Pretner, 1931[1]
- Hydraena muezziginea Jäch, 1988
- Hydraena multiloba Perkins, 2011[6]
- Hydraena multispina Perkins, 2011[6]
- Hydraena mylasae Jäch, 1992
- Hydraena nanocolorata Perkins, 2011[3]
- Hydraena nanopala Perkins, 2011[3]
- Hydraena nanoscintilla Perkins, 2011[6]
- Hydraena neblina Perkins, 2011[6]
- Hydraena nelsonmandelai Makhan, 2008
- Hydraena nevermanni Perkins, 1980[5]
- Hydraena newtoni Perkins, 1980[5]
- Hydraena nielshaggei Freitag and Jäch, 2007
- Hydraena nigra Hatch 1965
- Hydraena nigrita Germar, 1824
- Hydraena nike Jäch, 1995[1]
- Hydraena nilguenae (Jäch, 1988)[1]
- Hydraena nitidimenta Perkins, 2011[3]
- Hydraena nivalis Jäch, 1992
- Hydraena notsui Sato, 1978
- Hydraena novacula Perkins, 2011[6]
- Hydraena numidica Sainte-Claire Deville, 1905
- Hydraena nuratauensis Jäch, 1994
- Hydraena oaxaca Perkins, 1980[5]
- Hydraena oblio Perkins, 1980[5]
- Hydraena occidentalis Perkins, 1980[5]
- Hydraena occitana (Audisio & De Biase, 1995)[1]
- Hydraena okapa Perkins, 2011[3]
- Hydraena okinawensis Jäch and Díaz, 1999
- Hydraena olidipastoris Jäch, 1988
- Hydraena ollopa Perkins, 2011[3]
- Hydraena orchis Jäch and Díaz, 1998
- Hydraena orcula Perkins, 1980[5]
- Hydraena ordishi Delgado and Palma, 1997
- Hydraena orientalis Breit, 1916
- Hydraena ortali Jäch, 1986
- Hydraena orthosia Jäch, Díaz and Dia in Jäch, Dia and Díaz, 2006
- Hydraena otiarca Perkins, 2011[3]
- Hydraena ovata Janssens, 1961
- Hydraena owenobesa Perkins, 2011[3]
- Hydraena oxiana Janssens, 1974
- Hydraena ozarkensis Perkins, 1980[5]
- Hydraena pachyptera Apfelbeck, 1909
- Hydraena pacifica Perkins, 1980[5]
- Hydraena pacificica Perkins, 2011[3]
- Hydraena paeminosa Perkins, 1980[5]
- Hydraena pagaluensis Hernando and Ribera, 2001
- Hydraena paganettii Ganglbauer, 1901
- Hydraena pakistanica Jäch, 1992
- Hydraena pala Perkins, 2011[3]
- Hydraena palamita Perkins, 2011[3]
- Hydraena palawanensis Freitag and Jäch, 2007
- Hydraena pallidula Sainte-Claire Deville, 1909
- Hydraena palustris Erichson, 1837
- Hydraena pamirica Jäch, 1992
- Hydraena pamphylia Jäch and Díaz, 2001
- Hydraena pangaei Jäch, 1992[1]
- Hydraena pantanalensis Perkins, 2011[6]
- Hydraena paraguayensis Janssens 1972
- Hydraena parciplumea Perkins, 2007[4]
- Hydraena particeps Perkins, 1980[5]
- Hydraena parva Zwick, 1977
- Hydraena parysatis Janssens, 1981
- Hydraena paucistriata Jäch and Díaz, 2000
- Hydraena pavicula Perkins, 1980[5]
- Hydraena paxillipes Perkins, 2011[3]
- Hydraena peckorum Perkins, 2011[6]
- Hydraena pectenata Perkins, 2011[3]
- Hydraena pedroaguilerai Perkins, 2011[6]
- Hydraena pegopyga Perkins, 2011[3]
- Hydraena pelops Jäch, 1995[1]
- Hydraena pensylvanica Kiesenwetter 1849
- Hydraena penultimata Perkins, 2011[3]
- Hydraena perkinsi Spangler, 1980
- Hydraena perlonga Balfour-Browne, 1950
- Hydraena perpunctata Perkins, 2011[3]
- Hydraena persica Janssens, 1981
- Hydraena pertransversa Perkins, 2011[3]
- Hydraena peru Perkins, 1980[5]
- Hydraena petila Perkins, 1980[5]
- Hydraena phainops Perkins, 2011[3]
- Hydraena phallerata Orchymont 1944
- Hydraena phallica d’Orchymont, 1930[1]
- Hydraena phassilyi Orchymont, 1931
- Hydraena philippi Jäch and Díaz, 2005
- Hydraena philyra Orchymont, 1944
- Hydraena phoenicia Jäch, Díaz and Dia in Jäch, Dia and Díaz, 2006
- Hydraena photogenica Perkins, 2011[3]
- Hydraena pici Sainte-Claire Deville, 1905
- Hydraena picula Perkins, 2011[3]
- Hydraena pilipes Zwick, 1977
- Hydraena pilulambra Perkins, 2011[3]
- Hydraena pindica Janssens, 1965
- Hydraena planata Kiesenwetter, 1849
- Hydraena planata Kiesenwetter, 1849[1]
- Hydraena plastica d’Orchymont, 1943[1]
- Hydraena platycnemis Jäch, 1988
- Hydraena platynaspis Jäch, 1988
- Hydraena platysoma Janssens, 1968
- Hydraena plaumanni Orchymont, 1937
- Hydraena plumipes Rey 1886[1]
- Hydraena pluralticola Perkins, 2011[3]
- Hydraena plurifurcata Jäch and Díaz, 1998
- Hydraena polita Kiesenwetter, 1849[1]
- Hydraena pontequula Perkins, 1980[5]
- Hydraena pontica Janssens, 1963
- Hydraena porchi Perkins, 2007[4]
- Hydraena porcula Jäch and Díaz, 1998
- Hydraena praetermissa Jäch, 1987
- Hydraena premordica Perkins, 1980[5]
- Hydraena pretneri Chiesa, 1927
- Hydraena prieto Perkins, 1980[5]
- Hydraena princeps Fauvel, 1903
- Hydraena processa Perkins, 2011[3]
- Hydraena producta Mulsant & Rey, 1852[1]
- Hydraena prokini Jäch & Díaz, 2006[1]
- Hydraena propria Perkins, 2011[6]
- Hydraena prusensis Jäch, 1992
- Hydraena pseudocirrata Skale and Jäch in Jäch and Skale, 2009
- Hydraena pseudopalawanensis Freitag and Jäch, 2007
- Hydraena pseudoriparia Orchymont, 1945
- Hydraena puetzi Jäch, 1994
- Hydraena pugillista Perkins, 2007[4]
- Hydraena pulchella Germar, 1824
- Hydraena pulsatrix Perkins, 1980[5]
- Hydraena punctata LeConte, 1855
- Hydraena puncticollis Sharp 1882
- Hydraena punctilata Perkins, 2011[6]
- Hydraena putearius Jäch and Díaz, 2000
- Hydraena pygmaea Waterhouse, 1833
- Hydraena quadrata (Janssens, 1980)
- Hydraena quadricollis Wollaston 1864
- Hydraena quadricurvipes Perkins, 1980[5]
- Hydraena quadriplumipes Perkins, 2011[3]
- Hydraena quechua Perkins, 1980[5]
- Hydraena queenslandica Perkins, 2007[4]
- Hydraena quetiae Castro, 2000
- Hydraena quilisi Lagar, Fresneda and Fernando, 1987
- Hydraena quintana Perkins, 2011[3]
- Hydraena ramuensis Perkins, 2011[3]
- Hydraena ramuquintana Perkins, 2011[3]
- Hydraena receptiva Perkins, 2011[3]
- Hydraena regimbarti Zaitzev, 1908
- Hydraena remulipes Perkins, 2011[3]
- Hydraena reticulata Zwick, 1977
- Hydraena reticulobesa Perkins, 2011[3]
- Hydraena reticuloides Perkins, 2007[4]
- Hydraena reticulositis Perkins, 2007[4]
- Hydraena revelovela Perkins, 2007[4]
- Hydraena reverberata Perkins, 2011[6]
- Hydraena reyi Kuwert, 1888
- Hydraena rhinoceros (Janssens, 1972)
- Hydraena rhodia Jäch, 1985
- Hydraena riberai Jäch, Aguilera, and Hernando, 1998
- Hydraena richardimbi Jäch, 1992
- Hydraena rigua Orchymont, 1931
- Hydraena ripaeaureae (Janssens, 1972)
- Hydraena riparia Kugelann, 1794
- Hydraena rivularis Guillebeau, 1896
- Hydraena robusta Zwick, 1977
- Hydraena rosannae Audisio, Trizzino and De Biase in Audio, Trizzino, De Biase, Mancini and Antonini, 2009
- Hydraena rudallensis Blackburn, 1896
- Hydraena rufipennis Boscá Berga, 1932
- Hydraena rufipes Curtis, 1830
- Hydraena rugosa Mulsant, 1844
- Hydraena ruinosa Zwick, 1977
- Hydraena rukiyeae Kasapoglu, Jäch and Skale, 2010
- Hydraena sabella Perkins, 1980[5]
- Hydraena saga d’Orchymont, 1930[1]
- Hydraena sagatai Perkins, 2011[3]
- Hydraena sahlbergi Orchymont, 1923
- Hydraena saluta Perkins, 2011[3]
- Hydraena samia Jäch, 1986
- Hydraena samnitica Fiori, 1904[1]
- Hydraena samnitica Knisch, 1924
- Hydraena sanfilippoi (Audisio & De Biase, 1995) [1]
- Hydraena sappho Janssens, 1965[1]
- Hydraena sardoa Binaghi, 1961
- Hydraena satoi Jäch and Díaz, 1999
- Hydraena sautakei Jäch and Díaz, 1999
- Hydraena sauteri Orchymont, 1913
- Hydraena scabra Orchymont, 1925
- Hydraena scabrosa Orchymont, 1931
- Hydraena schawalleri Skale and Jäch in Jäch and Skale, 2009
- Hydraena schilfii Jäch, 1988
- Hydraena schillhammeri Jäch, 1988
- Hydraena schmidi Jäch and Díaz, 2001
- Hydraena schoedli Jäch, 1992
- Hydraena schoenmanni Jäch, 1988
- Hydraena schubertorum Jäch and Díaz, 2001
- Hydraena schuelkei Jäch, 1992
- Hydraena schuleri Ganglbauer, 1901
- Hydraena schuleri Ganglbauer, 1901[1]
- Hydraena scintilla Perkins, 1980[5]
- Hydraena scintillabella Perkins, 1980[5]
- Hydraena scintillamima Perkins, 2011[6]
- Hydraena scintillapicta Perkins, 2011[6]
- Hydraena scintillarca Perkins, 2011[6]
- Hydraena scintillutea Perkins, 1980[5]
- Hydraena scitula d’Orchymont, 1943[1]
- Hydraena scolops Perkins, 1980[5]
- Hydraena scopula Perkins, 1980[5]
- Hydraena scythica Janssens, 1974
- Hydraena sepikramuensis Perkins, 2011[3]
- Hydraena septemlacuum Jäch, 1992[1]
- Hydraena serpentina Jäch, 1988
- Hydraena serricollis Wollaston, 1864
- Hydraena servilia Orchymont, 1936
- Hydraena sexarcuata Perkins, 2011[3]
- Hydraena sexsuprema Perkins, 2011[3]
- Hydraena sharmai Skale and Jäch in Jäch and Skale, 2009
- Hydraena sharpi Rey, 1886
- Hydraena shorti Perkins, 2011[6]
- Hydraena sicula Kiesenwetter, 1849
- Hydraena sidon Jäch, Díaz and Dia in Jäch, Dia and Díaz, 2006
- Hydraena sierra Perkins, 1980[5]
- Hydraena similis Orchymont, 1930
- Hydraena simonidea Orchymont, 1931
- Hydraena simplicicollis Blackburn, 1896
- Hydraena simplipes Zwick, 1977
- Hydraena sinope Jäch, 1992[1]
- Hydraena smyrnensis Sahlberg, 1908
- Hydraena socius Jäch and Díaz, 1999
- Hydraena solarii Pretner, 1930[1]
- Hydraena solodovnikovi Jäch & Díaz, 2006[1]
- Hydraena sordida Sharp 1882
- Hydraena spangleri Perkins, 1980[5]
- Hydraena spatula Perkins, 2011[6]
- Hydraena speciosa Orchymont, 1944
- Hydraena spinipes Baudi, 1882
- Hydraena spinissima Perkins, 2007[4]
- Hydraena spinobesa Perkins, 2011[3]
- Hydraena splecoma Perkins, 1980[5]
- Hydraena squalida Orchymont, 1932
- Hydraena stefani Jäch and Díaz, 2005
- Hydraena steineri Perkins, 2011[6]
- Hydraena stellula Perkins, 2011[6]
- Hydraena storeyi Perkins, 2007[4]
- Hydraena striolata Perkins, 2011[3]
- Hydraena stussineri Kuwert, 1888
- Hydraena subacuminata Rey, 1884
- Hydraena subgrandis Jäch, 1988
- Hydraena subimpressa Rey 1885
- Hydraena subina Orchymont, 1944
- Hydraena subinflata Orchymont, 1944
- Hydraena subinoides Orchymont, 1944
- Hydraena subintegra Ganglbauer, 1901[1]
- Hydraena subinura Orchymont, 1944
- Hydraena subirregularis Pic, 1918
- Hydraena subjuncta Orchymont, 1930
- Hydraena sublamina Orchymont, 1945
- Hydraena sublapsa Orchymont, 1945
- Hydraena subsequens Rey, 1886
- Hydraena supersexa Perkins, 2011[3]
- Hydraena supina Perkins, 2011[3]
- Hydraena szechuanensis Pu, 1951
- Hydraena takin Skale and Jäch in Jäch and Skale, 2009
- Hydraena takutu Perkins, 2011[6]
- Hydraena tarsotricha Perkins, 2011[3]
- Hydraena tarvisina (Ferro, 1991)[1]
- Hydraena tatii Sáinz-Cantero & Alba-Tercedor, 1989
- Hydraena tauricola Jäch, 1988
- Hydraena taxila Janssens, 1962
- Hydraena tekmanensis
- Hydraena tenjikuana Satô, 1979
- Hydraena tenuis (Janssens, 1980)
- Hydraena tenuisella Perkins, 2007[4]
- Hydraena tenuisoror Perkins, 2007[4]
- Hydraena terebrans Jäch, 1992
- Hydraena terralta Perkins, 1980[5]
- Hydraena testacea Curtis, 1830
- Hydraena tetana Perkins, 2011[3]
- Hydraena textila Perkins, 2007[4]
- Hydraena thienemanni Orchymont, 1932
- Hydraena thola Perkins, 2011[3]
- Hydraena tholasoris Perkins, 2011[3]
- Hydraena thumbelina Perkins, 2011[3]
- Hydraena thumbelipes Perkins, 2011[3]
- Hydraena thyene Balfour-Browne, 1958
- Hydraena tibiopaca Perkins, 2011[3]
- Hydraena tobogan Perkins, 2011[6]
- Hydraena torosopala Perkins, 2011[3]
- Hydraena torricellica Perkins, 2011[3]
- Hydraena transvallis Perkins, 2011[3]
- Hydraena trapezoidalis Zwick, 1977
- Hydraena tricantha Zwick, 1977
- Hydraena trichotarsa Perkins, 2011[3]
- Hydraena tricosipes Perkins, 2011[3]
- Hydraena tridigita Perkins, 2011[6]
- Hydraena tridisca Perkins, 2007[4]
- Hydraena triloba Perkins, 2007[4]
- Hydraena trinidensis Perkins, 1980[5]
- Hydraena triparamera Jäch, 1982
- Hydraena tritropis Perkins, 2011[3]
- Hydraena tritutela Perkins, 2011[3]
- Hydraena truncata Rey, 1885[1]
- Hydraena tubuliphallis Jäch, 1982
- Hydraena tucumanica Perkins, 1980[5]
- Hydraena tuolumne Perkins, 1980[5]
- Hydraena turcica Janssens, 1965
- Hydraena turrialba Perkins, 1980[5]
- Hydraena tyrrhena Binaghi, 1961[1]
- Hydraena ulna Perkins, 2011[3]
- Hydraena umbolenta Perkins, 2011[6]
- Hydraena unca Valladares, 1989
- Hydraena undevigintioctogintasisyphos Jäch and Díaz, 2005
- Hydraena undulata Jäch and Díaz, 1998
- Hydraena unita Perkins, 2011[6]
- Hydraena uzbekistanica Jäch, 1994
- Hydraena vandykei Orchymont, 1923
- Hydraena variopaca Perkins, 2011[3]
- Hydraena vedrasi d’Orchymont, 1931[1]
- Hydraena vela Perkins, 1980[5]
- Hydraena velvetina Perkins, 2011[3]
- Hydraena venezuela Perkins, 2011[6]
- Hydraena verberans Jäch and Díaz, 2006
- Hydraena verstraeteni Ferro, 1984
- Hydraena victoriae Jäch and Díaz, 1999
- Hydraena vietnamensis (Janssens, 1972)
- Hydraena virginalis Janssens, 1963
- Hydraena vodozi Sainte-Claire Deville, 1908
- Hydraena vulgaris Jäch and Díaz, 2000
- Hydraena waldheimi Jäch, 1987
- Hydraena wangi Jäch and Díaz, 1998
- Hydraena wangmiaoi Jäch and Díaz, 2005
- Hydraena watanabei Jäch and Satô, 1988
- Hydraena wattsi Perkins, 2007[4]
- Hydraena weigeli Skale and Jäch in Jäch and Skale, 2009
- Hydraena weiri Perkins, 2007[4]
- Hydraena wencke Skale and Jäch in Jäch and Skale, 2009
- Hydraena wewalkai Jäch, 1988
- Hydraena williamsensis Deane, 1931
- Hydraena wittmeri Satô, 1979
- Hydraena wolfi Skale and Jäch in Jäch and Skale, 2009
- Hydraena wrasei Jäch, 1992
- Hydraena xingu Perkins, 2011[6]
- Hydraena yonaguniensis Jäch and Díaz, 2003
- Hydraena yosemitensis Perkins, 1980[5]
- Hydraena yoshitomii Jäch and Díaz, 1999
- Hydraena youngi Perkins, 1980[5]
- Hydraena ypsilon Zwick, 1977
- Hydraena yunnanensis Pu, 1942
- Hydraena zapatina Perkins, 1980[5]
- Hydraena zelandica Ordish, 1984
- Hydraena zetteli Freitag and Jäch, 2007
- Hydraena zezerensis Díaz Pazos & Bilton, 1995[1]
- Hydraena zwicki Perkins, 2007 [4]